# Guillermo Huerta
Guillermo Huerta Huitrón (* 3. Juli 1966 in Mexiko-Stadt) ist ein ehemaliger mexikanischer Fußballspieler, der vorwiegend in der Defensive agierte.

## Laufbahn

### Als Spieler
Huerta begann seine Profikarriere 1986 beim Club América, mit dem er in den Spielzeiten 1987/88 und 1988/89 zweimal in Folge die mexikanische Fußballmeisterschaft gewann. Außerdem gehörte er zum Kader der Mannschaft, die in den Jahren 1987, 1990 und 1992 insgesamt dreimal den CONCACAF Champions´ Cup und 1991 die Copa Interamericana gewann. Für die Saison 1994/95 wechselte er zum Ligakonkurrenten Atlético Morelia.
Früh war ihm auch der Sprung in die mexikanische Fußballnationalmannschaft gelungen, für die er 1988 drei Einsätze absolvierte, später allerdings nicht mehr nominiert wurde.

### Als Trainer
Nach seiner aktiven Laufbahn begann Huerta, als Trainer zu arbeiten. Nachdem er 2004 im Trainerstab des seinerzeitigen Zweitligisten Tigrillos UANL tätig gewesen war, arbeitete er anschließend im Trainerstab des Club América, bei dem er zwischen 2008 und 2013 diverse Reserve- und Nachwuchsmannschaften betreute. In der Saison 2013/14 betreute er den neu in die zweite Liga aufgenommenen CD Zacatepec 1948 und aktuell (2017) ist er für die in der Segunda División  spielende Nachwuchsmannschaft des Puebla FC verantwortlich.

## Erfolge
- Mexikanischer Meister: 1988, 1989
- CONCACAF Champions´ Cup: 1987, 1990, 1992
- Copa Interamericana: 1991